# Naëma Paldani
Naëma Cornelia Paldani, född 29 augusti 1867 i Viborg, Finland, död 29 november 1943 i Solna församling, Stockholms län, var en svensk skådespelerska.

## Biografi
Naëma Paldani föddes 1867 i Viborg. Hon var elev till Hedvig Winterhjelm och debuterade 1887 vid Svenska teatern i Helsingfors. Paldani var från 1887 till 1887 engagerad vid nämnda teater och från 1889 till 1890 vid Dramatiska teatern i Stockholm. Hon arbetade från 1890 till 1982 vid Stora teatern i Göteborg, från 1892 till 1894 hos Hjalmar Selander, från 1894 till 1895 vid Södra teatern i Stockholm och från 1895 åter vid Svenska teatern i Helsingfors.
Paldani har bland annat haft rollerna som Lilla professorskan Susanne, Alma i Ära, Karen i En skandal, Vera i Skandalen i natt och Sylvette i Romantik.